# Směrové číslování
Směrové číslo (hovorově „volačka“) je v telefonii unikátní telefonní číslo přidělené každé hlavní telefonní stanici, které je dáno její geografickou polohou, příslušností k síti provozovatele, pořadím, ve kterém bylo uděleno, atd.
Vytáčením tohoto čísla dochází k vytváření telefonního spojení. Podle podoby a struktury telefonního čísla je možno do určité míry zjistit, odkud majitel telefonního čísla pochází. Směrové číslování je buďto skryté nebo zjevné, popřípadě kombinace obojího.

## Skryté směrové číslování
Skryté směrové číslování se používá například v rámci města, okresu, nebo i třeba v rámci celé země. Znamená to, ze na území určitého teritoria vytáčíme stejné telefonní číslo z jakéhokoliv telefonního přístroje, který se v dané oblasti nachází.
Po posledním přečíslování je v Česku skryté směrové číslování používáno na celém území. Každý telefon, ať už pevná linka nebo mobilní telefon, má své unikátní devítimístné telefonní číslo a to je vytáčeno na celém území republiky.
Ne vždy tomu tak bylo. Praha například mívala předvolbu 02, za kterou následovalo šesti až osmimístné číslo. Menší města mívala „volačku“ až čtyřmístnou (po rozlišovacím čísle pro meziměstské volání, kterým byla 0 následovalo až třímístné číslo UTO) a účastnická čísla pro dané město a jeho okolí bylo čtyř až šestimístné.
Příklad:

0322 – Čáslav

0327 – Kutná Hora

0328 – Uhlířské Janovice

Každé z těchto tří měst mělo svou Uzlovou telefonní ústřednu, neboť do roku 1960 bylo každé z nich okresním městem, jedná se o tři přirozené regiony s vlastní spádovou oblastí. Po přečíslování zůstala telefonní ústředna v Kutné Hoře a všechny místní ústředny byly nahrazeny vzdálenými analogovými účastnickými stupni, což jsou v podstatě A/D převodníky převádějící analogový signál telefonního přístroje na signál digitální, který je optickým kabelem přenášen na telefonní ústřednu, která může být prakticky kdekoliv na území naší republiky.
Proto telefonní čísla těchto tří měst a jejich blízkého okolí nyní začínají trojčíslím 327, místo tří telefonních ústředen je třeba obsluhovat a udržovat ústřednu jedinou. Něco podobného je ale výhodné realizovat jen na území relativně malé země a pouze v případě moderní, plně digitalizované telefonní sítě.
Důvody pro setrvání u zjevného směrového číslování mohou být velikost země (USA či Rusko), zastaralá telekomunikační infrastruktura, či prostě jen ze zvyk či tradice.